# Крыловская (Ленинградский район)
Кры́ловская — станица в Ленинградском районе Краснодарского края.
Административный центр Крыловского сельского поселения.
Население — 5567 чел. (2023).

## География
Станица расположена на берегах реки Челбас, в степной зоне, в 22 км южнее станицы Ленинградская (бывшая Уманская). В 7 км выше по течению расположена станица Новоплатнировская, в 28 км ниже — Каневская.

## История
Крыловское куренное селение, основанное в 1794 году — одно из первых сорока поселений черноморских казаков на Кубани (см. кубанские казаки). Название перенесено с одноимённого куреня Сечи.
31 декабря 1934 года в результате разукрупнения из части территории Павловского района Краснодарского края, был образован Ленинградский район с центром в станице Ленинградская и одновременно был образован Сталинский район с центром в станице Крыловская.
В 1934—1953 годах станица была административным центром Сталинского района.

## Известные люди
- Дуб, Григорий Моисеевич — Герой Советского Союза, жил, умер и похоронен в станице.

## Население
| 1939  | 1959  | 1979  | 2002  | 2010  | 2012  |
| ----- | ----- | ----- | ----- | ----- | ----- |
| 8380  | ↘7807 | ↘7186 | ↘6744 | ↘6615 | →6615 |
| 2013  | 2014  | 2015  | 2016  | 2017  | 2018  |
| ↗6710 | ↗6806 | ↗6917 | ↗6979 | ↘6972 | ↗6984 |
| 2019  | 2020  | 2021  | 2023  |       |       |
| ↗7022 | ↘6977 | ↘5577 | ↘5567 |       |       |

Национальный состав
По данным переписи 1926 года по Северо-Кавказскому краю, в населённом пункте числилось 2037 хозяйств и 9427 жителей (4353 мужчины и 5074 женщины), из которых украинцы — 86,41 % или 8146 чел., русские — 11,77 % или 1109 чел.